# Diplazium rosenstockii
Diplazium rosenstockii är en majbräkenväxtart som först beskrevs av Edwin Bingham Copeland och som fick sitt nu gällande namn av Garth Brownlie.
Diplazium rosenstockii ingår i släktet Diplazium och familjen Athyriaceae. Inga underarter finns listade i Catalogue of Life.